# Metanema
Metanema là một chi bướm đêm thuộc họ Geometridae.